# Lijst van Tweede Kamerleden 1891-1894
Lijst van Tweede Kamerleden 1891-1894 geeft een overzicht van de leden van de Nederlandse Tweede Kamer in de periode tussen de algemene verkiezingen van 1891 en de algemene verkiezingen van 1894. De zittingsperiode van de Tweede Kamer ging in op 15 september 1891 en eindigde op 20 maart 1894 door ontbinding van de Tweede Kamer.
De Tweede Kamer telde 100 leden, die gekozen werden in 84 districten. Zij werden gekozen voor een termijn van vier jaar.
| Naam                              | partij/groepering          | district           | begindatum        | einddatum         | refs    |
| --------------------------------- | -------------------------- | ------------------ | ----------------- | ----------------- | ------- |
| Jan van Alphen                    | ARP                        | Ommen              | 15 september 1891 | 20 maart 1894     | [ 2 ]   |
| Bernardus Bahlmann                | bahlmannianen              | Tilburg            | 15 september 1891 | 20 maart 1894     | [ 3 ]   |
| Willem de Beaufort (1844-1900)    | LU                         | Wijk bij Duurstede | 16 september 1891 | 20 maart 1894     | [ 4 ]   |
| Willem de Beaufort (1845-1918)    | LU                         | Amsterdam          | 15 september 1891 | 20 maart 1894     | [ 5 ]   |
| Gerard Beelaerts van Blokland     | ARP                        | Steenwijk          | 15 september 1891 | 20 maart 1894     | [ 6 ]   |
| Isaäc van den Berch van Heemstede | bahlmannianen              | Oosterhout         | 15 september 1891 | 20 maart 1894     | [ 7 ]   |
| Arnoldus van Berckel              | schaepmannianen            | Loosduinen         | 15 september 1891 | 20 maart 1894     | [ 8 ]   |
| Hendrik van Beuningen             | LU                         | Utrecht            | 15 september 1891 | 20 maart 1894     | [ 9 ]   |
| Jean Bevers                       | schaepmannianen            | Doetinchem         | 15 september 1891 | 20 maart 1894     | [ 10 ]  |
| Meindert Boogaerdt                | LU                         | Gouda              | 15 september 1891 | 28 oktober 1891   | [ 11 ]  |
| Hendrik Bool                      | LU                         | Leiden             | 15 september 1891 | 20 maart 1894     | [ 12 ]  |
| Allard van der Borch van Verwolde | ARP                        | Schiedam           | 15 september 1891 | 20 maart 1894     | [ 13 ]  |
| Jacob Boreel van Hogelanden       | LU                         | Beverwijk          | 15 september 1891 | 1 juni 1893       | [ 14 ]  |
| Theodorus Borret                  | schaepmannianen            | Beverwijk          | 25 juli 1893      | 20 maart 1894     | [ 15 ]  |
| Willem Brantsen van de Zijp       | ARP                        | Sneek              | 15 september 1891 | 20 maart 1894     | [ 16 ]  |
| Frederik van Bylandt              | ARP                        | Apeldoorn          | 15 september 1891 | 20 maart 1894     | [ 17 ]  |
| Jean Clercx                       | bahlmannianen              | Weert              | 15 september 1891 | 20 maart 1894     | [ 18 ]  |
| Jan Conrad                        | LU                         | 's-Gravenhage      | 15 september 1891 | 20 maart 1894     | [ 19 ]  |
| Jacob Cremer                      | LU                         | Amsterdam          | 15 september 1891 | 20 maart 1894     | [ 20 ]  |
| Alexander van Dedem               | ARP                        | Zwolle             | 15 september 1891 | 20 maart 1894     | [ 21 ]  |
| Godert van Dedem                  | ARP                        | Elst               | 15 september 1891 | 20 maart 1894     | [ 22 ]  |
| Albertus van Delden               | LU                         | Deventer           | 15 september 1891 | 20 maart 1894     | [ 23 ]  |
| George Diepen                     | bahlmannianen              | Roermond           | 15 september 1891 | 7 juni 1892       | [ 24 ]  |
| Herman Dijckmeester               | LU                         | Tiel               | 15 september 1891 | 9 november 1891   | [ 25 ]  |
| Franciscus Dobbelmann             | bahlmannianen              | Nijmegen           | 15 september 1891 | 20 maart 1894     | [ 26 ]  |
| Johannes Donner                   | ARP                        | Katwijk            | 15 september 1891 | 20 maart 1894     | [ 27 ]  |
| Willem Everts                     | bahlmannianen              | Roermond           | 14 november 1893  | 20 maart 1894     | [ 28 ]  |
| Antonie Farncombe Sanders         | LU                         | Haarlem            | 15 september 1891 | 20 maart 1894     | [ 29 ]  |
| Warmold van der Feltz             | LU                         | Assen              | 15 september 1891 | 20 maart 1894     | [ 30 ]  |
| Petrus Ferf                       | LU                         | Hoorn              | 2 oktober 1891    | 20 maart 1894     | [ 31 ]  |
| Barthold de Geer van Jutphaas     | ARP                        | Sliedrecht         | 15 september 1891 | 20 maart 1894     | [ 32 ]  |
| Willem Geertsema                  | LU                         | Enschede           | 15 september 1891 | 20 maart 1894     | [ 33 ]  |
| Carel Gerritsen                   | Radicale Bond              | Leeuwarden         | 28 februari 1893  | 20 maart 1894     | [ 34 ]  |
| Hugo van Gijn                     | LU                         | Dordrecht          | 15 september 1891 | 20 maart 1894     | [ 35 ]  |
| Johan Gleichman                   | LU                         | Amsterdam          | 15 september 1891 | 20 maart 1894     | [ 36 ]  |
| Gerardus Goekoop                  | LU                         | Brielle            | 15 september 1891 | 20 maart 1894     | [ 37 ]  |
| Hendrik Goeman Borgesius          | LU                         | Zutphen            | 15 september 1891 | 20 maart 1894     | [ 38 ]  |
| Henri Guyot                       | LU                         | 's-Gravenhage      | 15 september 1891 | 20 maart 1894     | [ 39 ]  |
| Leopold Haffmans                  | bahlmannianen              | Venlo              | 15 september 1891 | 20 maart 1894     | [ 40 ]  |
| Jan Harte                         | bahlmannianen              | Grave              | 15 september 1891 | 20 maart 1894     | [ 41 ]  |
| Abraham Hartogh                   | LU                         | Amsterdam          | 15 september 1891 | 20 maart 1894     | [ 42 ]  |
| Jacob Havelaar                    | ARP                        | Gouda              | 1 december 1891   | 1 mei 1893        | [ 43 ]  |
| Theo Heemskerk                    | ARP                        | Harlingen          | 25 april 1893     | 20 maart 1894     | [ 44 ]  |
| Bernardus Heldt                   | LU                         | Amsterdam          | 15 september 1891 | 20 maart 1894     | [ 45 ]  |
| Pieter Hennequin                  | LU                         | Oostburg           | 15 september 1891 | 20 maart 1894     | [ 46 ]  |
| George Hintzen                    | LU                         | Rotterdam          | 15 september 1891 | 20 maart 1894     | [ 47 ]  |
| Samuel van Houten                 | LU                         | Groningen          | 15 september 1891 | 20 maart 1894     | [ 48 ]  |
| Wesselius Houwing                 | LU                         | Wolvega            | 15 september 1891 | 20 maart 1894     | [ 49 ]  |
| Ulrich Huber                      | ARP                        | Dokkum             | 15 september 1891 | 20 maart 1894     | [ 50 ]  |
| Willem van der Kaay               | LU                         | Alkmaar            | 15 september 1891 | 8 februari 1892   | [ 51 ]  |
| Willem van der Kaay               | LU                         | Alkmaar            | 9 maart 1892      | 20 maart 1894     | [ 51 ]  |
| Hubert de Kanter                  | LU                         | Bergum             | 15 september 1891 | 20 maart 1894     | [ 52 ]  |
| Abraham van Karnebeek             | LU                         | Rotterdam          | 15 september 1891 | 20 maart 1894     | [ 53 ]  |
| Arnold Kerdijk                    | LU                         | Amsterdam          | 15 september 1891 | 20 maart 1894     | [ 54 ]  |
| Jacob van Kerkwijk                | LU                         | Zierikzee          | 15 september 1891 | 20 maart 1894     | [ 55 ]  |
| Levinus Keuchenius                | ARP                        | Goes               | 15 september 1891 | 17 december 1893  | [ 56 ]  |
| Egbert Kielstra                   | LU                         | Lochem             | 15 september 1891 | 20 maart 1894     | [ 57 ]  |
| Maximilien Kolkman                | schaepmannianen            | Rheden             | 15 september 1891 | 20 maart 1894     | [ 58 ]  |
| Emile van der Kun                 | bahlmannianen              | Zevenbergen        | 13 december 1892  | 20 maart 1894     | [ 59 ]  |
| Jerôme Lambrechts                 | bahlmannianen              | Sittard            | 15 september 1891 | 20 maart 1894     | [ 60 ]  |
| Simon Land                        | LU                         | Den Helder         | 15 september 1891 | 23 september 1891 | [ 61 ]  |
| Simon Land                        | LU                         | Den Helder         | 10 november 1891  | 20 maart 1894     | [ 61 ]  |
| Isaäc Levy                        | LU                         | Amsterdam          | 15 september 1891 | 20 maart 1894     | [ 62 ]  |
| Henry Levyssohn Norman            | LU                         | Rotterdam          | 15 september 1891 | 7 december 1892   | [ 63 ]  |
| Franciscus Lieftinck              | LU                         | Franeker           | 15 september 1891 | 20 maart 1894     | [ 64 ]  |
| Constant van Löben Sels           | ARP                        | Ede                | 15 september 1891 | 20 maart 1894     | [ 65 ]  |
| Christiaan Lucasse                | ARP                        | Middelburg         | 15 september 1891 | 20 maart 1894     | [ 66 ]  |
| Æneas Mackay                      | ARP                        | Kampen             | 18 mei 1892       | 20 maart 1894     | [ 67 ]  |
| Theodoor Mackay                   | ARP                        | Hilversum          | 15 september 1891 | 20 maart 1894     | [ 68 ]  |
| Iwan de Marchant et d'Ansembourg  | bahlmannianen              | Gulpen             | 15 september 1891 | 20 maart 1894     | [ 69 ]  |
| Rudolf Mees                       | LU                         | Rotterdam          | 15 september 1891 | 20 maart 1894     | [ 70 ]  |
| Willem de Meijier                 | LU                         | Zaandam            | 15 september 1891 | 20 maart 1894     | [ 71 ]  |
| Louis Michiels van Verduynen      | bahlmannianen              | Breda              | 15 september 1891 | 20 maart 1894     | [ 72 ]  |
| Willem Mutsaers                   | bahlmannianen              | Waalwijk           | 15 september 1891 | 20 maart 1894     | [ 73 ]  |
| Maarten Noordtzij                 | ARP                        | Kampen             | 15 september 1891 | 18 april 1892     | [ 74 ]  |
| Joannes van Nunen                 | bahlmannianen              | Zevenbergen        | 15 september 1891 | 12 november 1892  | [ 75 ]  |
| Walle Oppedijk                    | ARP                        | Harlingen          | 15 september 1891 | 10 maart 1893     | [ 76 ]  |
| Jacobus Pijnacker Hordijk         | LU                         | 's-Gravenhage      | 15 september 1891 | 20 maart 1894     | [ 77 ]  |
| Antoine Plate                     | LU                         | Rotterdam          | 28 februari 1893  | 20 maart 1894     | [ 78 ]  |
| Adriaan Poelman                   | vooruitstrevende liberalen | Veendam            | 15 september 1891 | 28 november 1893  | [ 79 ]  |
| Hendrik Pyttersen                 | LU                         | Schoterland        | 15 september 1891 | 20 maart 1894     | [ 80 ]  |
| Lambert de Ram                    | bahlmannianen              | Bergen op Zoom     | 15 september 1891 | 20 maart 1894     | [ 81 ]  |
| Martin de Ras                     | bahlmannianen              | Maastricht         | 20 juli 1892      | 20 maart 1894     | [ 82 ]  |
| Frederic Reekers                  | schaepmannianen            | Haarlemmermeer     | 15 september 1891 | 20 maart 1894     | [ 83 ]  |
| Pieter Rink                       | LU                         | Arnhem             | 15 september 1891 | 20 maart 1894     | [ 84 ]  |
| Joan Röell                        | LU                         | Utrecht            | 15 september 1891 | 20 maart 1894     | [ 85 ]  |
| Petrus Roessingh                  | LU                         | Emmen              | 15 september 1891 | 20 maart 1894     | [ 86 ]  |
| Willem Roijaards                  | LU                         | Breukelen          | 15 september 1891 | 20 maart 1894     | [ 87 ]  |
| Gustave Ruijs van Beerenbroek     | bahlmannianen              | Roermond           | 7 juli 1892       | 7 oktober 1893    | [ 88 ]  |
| Jan Rutgers van Rozenburg         | LU                         | Amsterdam          | 15 september 1891 | 20 maart 1894     | [ 89 ]  |
| Alexander de Savornin Lohman      | ARP                        | Goes               | 13 februari 1894  | 20 maart 1894     | [ 90 ]  |
| Herman Schaepman                  | schaepmannianen            | Almelo             | 15 september 1891 | 20 maart 1894     | [ 91 ]  |
| Jan Schepel                       | LU                         | Appingedam         | 15 september 1891 | 20 maart 1894     | [ 92 ]  |
| Jan Schimmelpenninck van der Oye  | ARP                        | Amersfoort         | 15 september 1891 | 20 maart 1894     | [ 93 ]  |
| Jan Schreinemacher                | bahlmannianen              | Maastricht         | 15 september 1891 | 2 juni 1892       | [ 94 ]  |
| Pierre van der Schrieck           | bahlmannianen              | 's-Hertogenbosch   | 15 september 1891 | 20 maart 1894     | [ 95 ]  |
| Hendrik Seret                     | ARP                        | Gorinchem          | 15 september 1891 | 20 maart 1894     | [ 96 ]  |
| Harm Smeenge                      | LU                         | Meppel             | 15 september 1891 | 20 maart 1894     | [ 97 ]  |
| Eerke Smidt                       | LU                         | Veendam            | 14 oktober 1893   | 20 maart 1894     | [ 98 ]  |
| Arie Smit                         | LU                         | Ridderkerk         | 15 september 1891 | 20 maart 1894     | [ 99 ]  |
| Josephus Smits van Oyen           | bahlmannianen              | Eindhoven          | 16 september 1891 | 20 maart 1894     | [ 100 ] |
| Boelo Tijdens                     | radicaal-liberalen         | Winschoten         | 15 september 1891 | 20 maart 1894     | [ 101 ] |
| Jacobus Travaglino                | bahlmannianen              | Druten             | 15 september 1891 | 20 maart 1894     | [ 102 ] |
| Meinard Tydeman                   | LU                         | Tiel               | 14 december 1891  | 20 maart 1894     | [ 103 ] |
| Theodore Valette                  | LU                         | Gouda              | 22 juni 1893      | 20 maart 1894     | [ 104 ] |
| Jacob Veegens                     | LU                         | Groningen          | 15 september 1891 | 20 maart 1894     | [ 105 ] |
| Henri van de Velde                | ARP                        | Delft              | 15 september 1891 | 20 maart 1894     | [ 106 ] |
| Simon van Velzen                  | ARP                        | Bodegraven         | 15 september 1891 | 20 maart 1894     | [ 107 ] |
| Petrus Vermeulen                  | bahlmannianen              | Helmond            | 15 september 1891 | 20 maart 1894     | [ 108 ] |
| Willem Viruly Verbrugge           | LU                         | Rotterdam          | 15 september 1891 | 20 maart 1894     | [ 109 ] |
| Bernardus van Vlijmen             | bahlmannianen              | Veghel             | 15 september 1891 | 12 november 1892  | [ 110 ] |
| Bernardus van Vlijmen             | bahlmannianen              | Veghel             | 13 december 1892  | 20 maart 1894     | [ 110 ] |
| Willem Vrolik                     | LU                         | Amsterdam          | 15 september 1891 | 20 maart 1894     | [ 111 ] |
| Felix Walter                      | bahlmannianen              | Hontenisse         | 15 september 1891 | 20 maart 1894     | [ 112 ] |
| Johannes Zaaijer                  | LU                         | Leeuwarden         | 15 september 1891 | 13 december 1892  | [ 113 ] |
| Geuchien Zijlma                   | LU                         | Zuidhorn           | 15 september 1891 | 20 maart 1894     | [ 114 ] |
| Jan Zijp                          | LU                         | Enkhuizen          | 15 september 1891 | 20 maart 1894     | [ 115 ] |

1815-1818 ·
1818-1821 ·
1821-1824 ·
1824-1827 ·
1827-1830 ·
1830-1833 ·
1833-1836 ·
1836-1839 ·
1839-1842 ·
1842-1845 ·
1845-1848 ·
1848-1849 ·
1849-1850 ·
1850-1852 ·
1852-1853 ·
1853-1854 ·
1854-1856 ·
1856-1858 ·
1858-1860 ·
1860-1862 ·
1862-1864 ·
1864-1866 ·
1866 (sep) ·
1866-1868 ·
1868-1869 ·
1869-1871 ·
1871-1873 ·
1873-1875 ·
1875-1877 ·
1877-1879 ·
1879-1881 ·
1881-1883 ·
1883-1884 ·
1884-1886 ·
1886-1887 ·
1887-1888 ·
1888-1891 ·
1891-1894 ·
1894-1897 ·
1897-1901 ·
1901-1905 ·
1905-1909 ·
1909-1913 ·
1913-1917 ·
1917-1918 ·
1918-1922 ·
1922-1925 ·
1925-1929 ·
1929-1933 ·
1933-1937 ·
1937-1946 ·
1946-1948 ·
1948-1952 ·
1952-1956 ·
1956-1959 ·
1959-1963 ·
1963-1967 ·
1967-1971 ·
1971-1972 ·
1972-1977 ·
1977-1981 ·
1981-1982 ·
1982-1986 ·
1986-1989 ·
1989-1994 ·
1994-1998 ·
1998-2002 ·
2002-2003 ·
2003-2006 ·
2006-2010 ·
2010-2012 ·
2012-2017 ·
2017-2021 ·
2021-2023 ·
2023-heden
Overzicht historische zetelverdeling